# Iraota abnormis
Iraota abnormis is een vlinder uit de familie van de Lycaenidae. De wetenschappelijke naam van de soort is voor het eerst geldig gepubliceerd in 1911 door Moulton.